# 矢部長克
矢部 長克（やべ ひさかつ、1878年12月3日 - 1969年6月23日）は、日本の地球科学者。東京生まれ。東北大学名誉教授。日本古生物学会の初代および第8代会長。

## 人物
北海道石狩炭田の調査研究を卒業論文として、1901年（明治34年）に東京帝国大学理科大学地質学科を卒業し、1908年から1912年まで欧米留学。留学中の1911年に東北帝国大学教授に就任し、帰国後同大学地質学古生物学科を創設。日本での地質学、古生物学の創始者。日本と大陸の構造学的研究や北海道のアンモナイト化石の研究で有名。1918年糸魚川静岡構造線を提唱した。他にも、日本列島が100万年前に大陸から分離したと発表して反響を呼んだ他にも、更新世に日本列島に生息した大型のシカ「ヤベオオツノジカ」や、イシガメの仲間である「ヤベイシガメ」などの種小名である「yabei」は矢部への献名となっている。
1944年、立教理科専門学校（現・立教大学理学部）教授に就任。
1953年文化勲章受章。
1955年（昭和30年）、皇居で行われた古生物学・鉱物学の合同進講に招かれて、「日本地史学」について進講した。
父・長禎は開業医。兄は植物学者の矢部吉禎。息子・一郎は東北大学図書館司書を勤めた。

## 化石の日
毎年10月15日は、日本古生物学会により「化石の日」とされている。これは、日本古生物学会のシンボルとなっている「ニッポニテス・ミラビリス」を、矢部が新種記載した1904年（明治37年）10月15日に因んだものである。

## 栄典
- 1918年（大正7年）2月12日 - 従五位[7]